# Eosucs
Els eosucs (Eosuchia) són un petit ordre de rèptils extints que visqueren entre el Permià i el Triàsic. Les seves restes fòssils s'han trobat principalment a Sud-àfrica, Madagascar i la Banya d'Àfrica.

## Classificació
Eosuchia s.s. (Syn:Younginiformes)
?Noteosuchus
?Acerosodontosaurus
Família: Galesphyridae
Galesphyrus
Família: Younginidae
Heleosuchus
Youngina
Família: Tangasauridae
Hovasaurus
Tangasaurus
Thadeosaurus
Kenyasaurus